# پزشکی ترمیمی
پزشکی بازساختی (به انگلیسی: Regenerative medicine) شاخه‌ای از علم نوین پزشکی است که هدف آن ترمیم و احیا بافت یا اندام آسیب دیده یا از دست رفته می‌باشد که باتوجه به نوع رویکرد و روش درمانی به انواع گوناگونی شاخه بندی می‌گردد.

## انواع مختلف پزشکی ترمیمی
1. سلول درمانی
2. درمان با استفاده از سلول‌های خود بیمار
3. درمان با استفاده از سلول‌های دهنده غیرخودی
4. درمان با عوامل رشد
5. استفاده از پروتئین‌های نوترکیب
6. استفاده از مولکول‌های کوچک
7. مهندسی بافت
8. ژن درمانی

## پیشینه

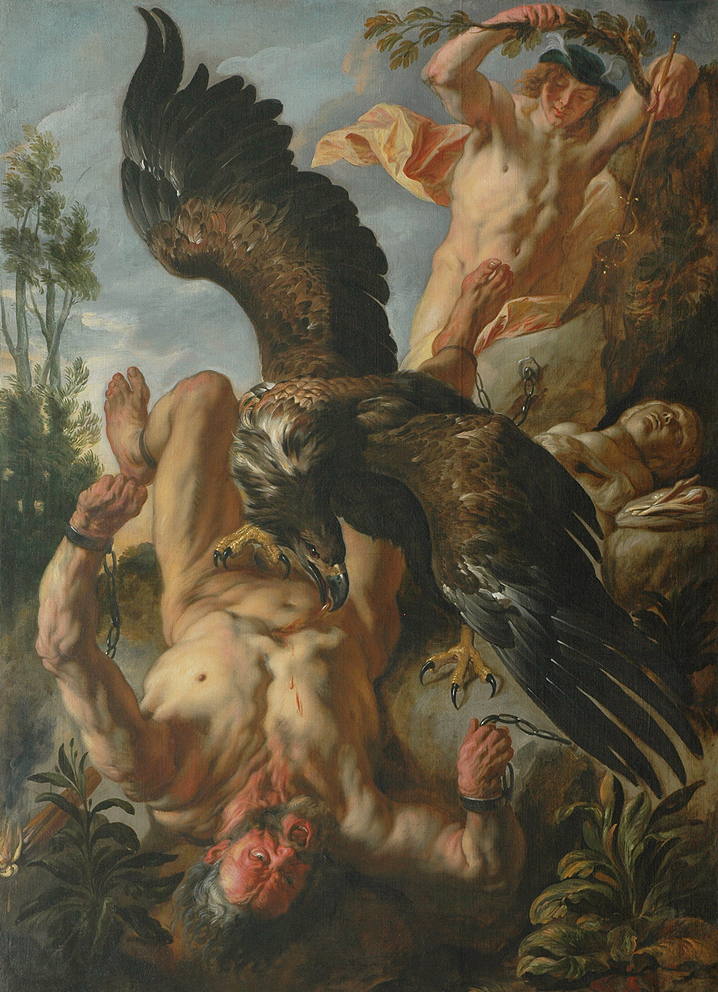
نمایی از خورده شدن جگر پرومدیوس توسط عقاب به فرمان زئوس

در افسانه‌های یونانی پرومدیوس مناسب‌ترین نمونه سمبلیک برای پزشکی ترمیمی می‌باشد. دراین افسانه زئوس برای تنبیه پرومدیوس دستور داد تا او را بر تخته سنگی به زنجیر بکشند و سپس عقابی را فرستاد تا پاره‌ای از جگر او را هر روز بخورد، اما در کمال شگفتی سلول‌های کبدی پرومدیوس توانایی ترمیم کبد او را دارند و او توانست زنده بماند. امروزه جستجو گران علمی و پزشکان امیدوارند که بتوانند بواسطه روش‌های متفاوت درمانی به ترمیم و بازسازی اندام‌های ازدست‌رفته یا صدمه‌دیده بپردازند، بطوری که این افسانه را به واقعیت پیوند دهند.